# Рейес, Хайро
Ха́йро Хоэ́ль Рейе́с Касти́льо (исп. Jairo Joel Reyes Castillo; род. 7 января 2006, Гуаякиль) — эквадорский футболист, опорный полузащитник клуба «Форталеза».

## Клубная карьера
Рейес — воспитанник клуба «Индепендьенте дель Валье». 2 декабря 2023 года в матче против «Эль Насьональ» он дебютировал в эквадорской Примере.

## Международная карьера
В 2023 году в составе юношеской сборной Эквадора Рейес принял участие в домашнем юношеском чемпионате Южной Америки. На турнире он сыграл в матчах против сборных Колумбии, Парагвая, Аргентины, Венесуэлы, а также дважды Бразилии и Чили. В поединке против бразильцев Хайро забил гол.
В 2023 году Рейес принял участие в юношеском чемпионате мира в Индонезии. На турнире он сыграл в матчах против команд Индонезии, Марокко и Панамы.